# Poricanje genocida nad Romima u NDH
Poricanje genocida nad Romima u NDH izraz je koji se u najširem smislu koristi za označavanje stavova i tvrdnji kojima se nastoji osporiti i negirati genocid nad Romima u Nezavisnoj Državi Hrvatskoj (NDH).
Prema istraživanju Mirjane Kasapović u suvremenoj hrvatskoj revizionističkoj literaturi upadljivo je ignoriranje “romskog pitanja”, odnosno sudbine Roma u NDH, a takav odnos ima dva glavna uzroka: kao prvo, ustaška ideologija i politika – koje su primarno bile zaokupljene moralnom, političkom i pravnom kriminalizacijom Srba i Židova kao “predtekstom” za njihovo fizičko uništavanje – Romima nisu poklanjale posebnu pozornost; a kao drugo, revizionisti ne mogu interpretacijski izaći na kraj s “romskim pitanjem”. Dok su Srbe i Židove od ideološki definiranih organskih neprijatelja hrvatske države pretvorili u deetnicizirane političke pobunjenike, “partizanske i četničke bandite”, Romi nisu značajno sudjelovali u oružanom pokretu otpora NDH. Kako se njihova stradanja ne mogu objasniti uobičajenim revizionističkim narativom, ona se naprosto ignoriraju. Njihova se sudbina u revizionističkoj literaturi, tvrdi autorica, nerijetko opisuje na blasfemičan način.
Tek od 2005. godine, prilikom podnošenja dokumenata Međunarodnom savezu za sjećanje na holokaust, kao takav se službeno i eksplicitno navodi genocid nad Romima, što je bio preduvjet za pristupanje Republike Hrvatske navedenoj organizaciji.
To ipak nije dovelo do promjene stanja u hrvatskom društvu te su u rujnu 2023. godine udruge hrvatskog predsjedništva Međunarodnog savez za sjećanje na holokaust (IHRA) u suradnji sa Savezom Roma Hrvatske i Uredom pučke pravobraniteljice Republike Hrvatske organizirali u Zagrebu Drugu međunarodnu konferenciju o genocidu nad Romima, s fokusom na borbu protiv negiranja i iskrivljavanja informacija o genocidu nad Romima počinjenom tijekom Drugog svjetskog rata. Svi sudionici su se složili u zaključku kako se, nažalost, genocid nad Romima često niječe ili se o njemu ne govori, čak ni u akademskim krugovima. Naglasili su važnost rada sa zaposlenicima u obrazovnom sustavu koje je potrebno pripremiti za nastavu na ovu temu, uključujući i osiguravanjem kvalitetnih edukativnih materijala.